# Майнка, Патрик
Майнка Патрик (нем. Patrick Mainka; род. 6 ноября 1994, Гютерсло, Северный Рейн-Вестфалия) — немецкий футболист, защитник и капитан клуба Бундеслиги «Хайденхайм».

## Карьера
Родившийся в Гютерсло , Майнка играл в молодежном футбольном клубе «Виктория Клархольц» и «Реда», прежде чем присоединиться к академии «Арминия (Билефельд)» в 2009 году. Майнка дебютировал и сыграл единственный матч за« Арминию» 15 декабря 2013 года, выйдя на замену во втором тайме вместо Марка Лоренца в победном домашнем матче с «Гройтер Фюрт» со счетом 4:1.
В июле 2014 году перешёл в «Вердер II». В дебютном сезоне он сыграл 23 матча за эту команду и забил 3 мяча.
В январе 2016 года перешёл в «дортмундскую Боруссию», но за основную команду не играл. В течение двух сезонов он играл за резервную команду «Боруссия II», сыграв суммарно 86 игр и забил 9 голов.
Летом 2018 года перешёл в «Хайденхайм», подписав с командой двухлетний контракт. По итогам сезона 2022/23 «Ханденхайм» стал чемпионом Второй Бундеслиги и получил право выступать в Бундеслиге.

## Достижения
«Хайденхайм»
- Чемпион Второй Бундеслиги (1): 2023